# Message in a Bottle (Taylor Swift)
Message in a Bottle è un singolo della cantante statunitense Taylor Swift, pubblicato il 21 gennaio 2022 come terzo estratto dall'album in studio Red (Taylor's Version).

## Descrizione
Il brano è uno dei nove inediti inclusi nella ristampa di Red, quarto album in studio della cantante, e l'unico ad essere stato co-scritto da Max Martin e Shellback. Questi ultimi avevano già collaborato con Swift nel medesimo album, producendo ad esempio i singoli We Are Never Ever Getting Back Together, I Knew You Were Trouble e 22. Si tratta del primo brano frutto della loro collaborazione, inizialmente scartato dalla pubblicazione originale nel 2012.

## Tracce
Testi e musiche di Taylor Swift, Max Martin e Shellback.
1. Message in a Bottle (Taylor's Version) (Fat Max G Remix) – 3:44
2. Message in a Bottle (Taylor's Version) (From the Vault) – 3:45

## Classifiche
| Classifica (2021-22)             | Posizione massima |
| -------------------------------- | ----------------- |
| Australia                        | 33                |
| Canada                           | 32                |
| Stati Uniti                      | 45                |
| Stati Uniti (adult contemporary) | 15                |
| Stati Uniti (adult top 40)       | 11                |